# شلوسبوکلهایم
شلوسبوکلهایم (به آلمانی: Schloßböckelheim) یک شهر در آلمان است که در باد کرویتسناخ واقع شده‌است.